# Yangshugoumen
Yangshugoumen (kinesiska: 杨树沟门, 杨树沟门乡) är en socken i Kina. Den ligger i den autonoma regionen Inre Mongoliet, i den norra delen av landet, omkring 580 kilometer öster om regionhuvudstaden Hohhot.
Genomsnittlig årsnederbörd är 530 millimeter. Den regnigaste månaden är juni, med i genomsnitt 152 mm nederbörd, och den torraste är december, med 4 mm nederbörd.